# 多田素
多田 素（ただ しろし、1865年 - 1941年）は日本の牧師。植村正久の弟子で大正時代に日本基督教会の指導者の一人だった。

## 生涯
明治学院神学部を卒業して、1888年植村正久より派遣されて、高知教会の牧師になる。日本基督教会の中でも屈指の教会に成長する。その教会から坂本直寛、片岡健吉などが出る。ウェストミンスター信仰告白を日本語に翻訳する。
1927年、日本基督教会の伝道者田中剛二を副牧師に招く。1940年まで田中は多田とともに働く。
金城学園の初代理事長になる。

## 著書
- 『牧会百話』